# Etióp szajkó
Az etióp szajkó (Zavattariornis stresemanni) a madarak osztályának verébalakúak (Passeriformes) rendjébe és a varjúfélék (Corvidae) családjába tartozó Zavattariornis nem egyetlen faja.

## Rendszerezése
A nemet és a fajt is Edgardo Molton olasz ornitológus írta le 1938-ban.

## Előfordulása
Kelet-Afrikában, Etiópia területén honos. Természetes élőhelyei a szubtrópusi vagy trópusi száraz szavannák, gyepek és cserjések. Állandó, nem vonuló faj.

## Megjelenése
Testhossza 28 centiméter.

## Életmódja
Rovarokkal, bábokkal és lárvákkal táplálkozik. Fészekalja maximum hat tojásból áll.

## Természetvédelmi helyzete
Az elterjedési területe kicsi, egyedszáma 10000-19999 példány közötti és csökken. A Természetvédelmi Világszövetség Vörös listáján veszélyeztetett fajként szerepel.